# Fortún Velázquez de Cuéllar
Fortún Velázquez de Cuéllar (Cuéllar, ? – Siena, 17 de junio de 1460), noble, diplomático y religioso español que fue primeramente corregidor de Sevilla (1417) y del Consejo Real de Juan II de Castilla (1421), más tarde deán de Segovia, protonotario apostólico, cubiculario y familiar del Papa Eugenio IV, embajador de Enrique IV de Castilla en Francia (1454) y por último obispo de León (1460).

## Biografía
Nació en la villa de Cuéllar (Segovia), siendo hijo de Fernán Velázquez de Cuéllar, quien participó activamente en la conquista de Antequera y fue tres veces Virrey de Sicilia, y de Inés Alfonso, hija de Fernán Alfonso, repostero real. Fue hermano por ello de Gutierre Velázquez de Cuéllar, gobernador de Arévalo, de Juan Velázquez de Cuéllar, uno de los doce jueces que firmaron la decapitación de Álvaro de Luna, y de Francisco Velázquez de Cuéllar, padre de Diego Velázquez de Cuéllar, adelantado y primer gobernador de Cuba.
Dentro de sus primeras obras se encuentra la renovación de la vida del monasterio de Santa María de la Armedilla, junto a Cogeces del Monte (Valladolid), sustituyendo la orden del Císter por los Jerónimos, que pervivió hasta su exclaustración en el siglo XIX. Llevó a cabo algunas mejoras en el monasterio de San Francisco de su villa natal, así como en El Parral de Segovia siendo deán de la ciudad, cuando Juan Pacheco, marqués de Villena, erigió el monasterio. También colaboró con su paisano Gómez González en sus fundaciones: el hospital de Santa María Magdalena y el Estudio de Gramática, ambas instituciones creadas en Cuéllar.
En 1417, siendo ya doctor en leyes, fue enviado por Juan II de Castilla como corregidor a Sevilla, para solucionar las diferencias existentes entre los Guzmán y los Estúñiga, y en 1421 el rey Juan II de Castilla le nombra consejero real, de quien celebraría los funerales en 1454. Seguidamente fue enviado por el nuevo monarca, Enrique IV de Castilla, como su embajador en Francia para dar continuidad a la paz existente durante el reinado anterior. 
En 1460 fue elegido obispo de León, y tras su nombramiento el rey le envió como su embajador ante Pío II en relación con la expedición contra los turcos. El encuentro tuvo lugar en Siena, donde falleció a los pocos días de llegar, el 17 de junio de 1460, por lo que apenas ocupó la silla episcopal de León unos meses, diócesis en la que ni siquiera llegó a residir. Fue enterrado en la basílica de San Francisco de Siena, donde mandó poner sobre su sepultura una estatua de su persona, siendo decorada a gusto de sus amigos Rodrigo Sánchez de Arévalo, Íñigo López de Mendoza y Figueroa y Nicolás de Unich. 
| Predecesor: Pedro Cabeza de Vaca | Obispo de León 1460 | Sucesor: Juan de Torquemada |